# Liste der Naturdenkmale in Caan
Die Liste der Naturdenkmale in Caan nennt die im Gemeindegebiet von Caan ausgewiesenen Naturdenkmale (Stand 13. Juni 2024).

## Naturdenkmale
| Nr.         | Bezeichnung | Lage                            | Beschreibung        | Bild                                    |
| ----------- | ----------- | ------------------------------- | ------------------- | --------------------------------------- |
| ND-7143-453 | Bergahorn   | Am Pfahlberg, hinter Nr. 2 Lage | Acer pseudoplatanus | Direkt Bild zu diesem Denkmal hochladen |